# 1,3-ビス (ジフェニルホスフィノ) プロパン
1,3-ビス (ジフェニルホスフィノ) プロパン (1,3-Bis(diphenylphosphino)propane = dppp) は、化学式 Ph2P(CH2)3PPh2 で表される有機リン化合物である。白色の固まりで有機溶媒に溶ける。やや空気の影響を受けやすく、空気中でホスフィンオキシドに分解する。配位化学および均一系触媒ではジホスフィン配位子に分類される。 
1,3-ビス (ジフェニルホスフィノ) プロパンは、リチウム ジフェニルホスフィド と1,3-ジクロロプロパンの反応によって調製できる。
(Ph = C6H5):
2 Ph2PLi  +  C3H6Cl2   →   Ph2P(CH2)3PPh2  +  2 LiCl
しかし、金属-ハロゲン交換とメタセシスを介して、はるかに制御可能な (かつ安価な) ルートで合成できる。
Br(CH2)3Br + 2 tBuLi → Li(CH2)3Li + 2 tBuBr
Li(CH2)3Li + 2 PCl3 → Cl2P(CH2)3PCl2 + 2 LiCl
Cl2P(CH2)3PCl2 + 4 PhLi → Ph2P(CH2)3PPh2 + 4 LiCl

## 配位化学と助触媒としての使用
1,3-ビス (ジフェニルホスフィノ) プロパンは、二座配位子として機能し、自然挟み角 (natural bite angle) が 91° の 6員環 C3P2M キレート環を形成する。例えば、ジクロロ(1,3-ビス(ジフェニルホスフィノ)プロパン)ニッケル(II)は、等モルの配位子と塩化ニッケル(II)六水和物から調製される。このニッケル錯塩は、熊田カップリング反応の触媒として使われる。Dppp はまた、パラジウム(II) 触媒の配位子としても使用され、一酸化炭素 と エチレン を共重合させて ポリケトンを生成する。Dppp は、位置選択性を制御するためにヘック反応条件下でパラジウム触媒によるアリール化に使用されることがある。